# O’Z-Y
O’Z-Y — пассажирский шестиосный электровоз переменного тока напряжения 25 кВ, производившийся Чжучжоуским электровозостроительным заводом в Китае совместно с поставлявшей значительную часть электрооборудования немецкой компанией Siemens AG по заказу Узбекистанской железной дороги. Всего было построено 15 локомотивов этой серии.
Название электровоза происходит от сокращенного названия грузо-пассажирских электровозов первой серии O'zbekiston, где остаются только первые две буквы, а литера Y означает род эксплуатации — Yo’lovchi (пассажирский).

## История
В 2008 году Государственная акционерная железнодорожная компания Узбекистанская железная дорога (O'zbekiston temir yo'llari) объявила о намерении приобрести 15 единиц обновленной серии электровозов для вождения пассажирских поездов от станций Ташкент, Навои, Самарканд для замены физически и морально устаревших электровозов серии ВЛ60 и повышения скоростей движения поездов. К этому времени на железных дорогах страны эксплуатировались грузопассажирские электровозы серии O'zbekiston, разработанные Siemens AG (Германия) и собранные Чжучжоуским локомотивостроительным заводом «CSR Zhuzhou Electric Locomotive, ltd» в Китае, которые в ходе эксплуатации зарекомендовали себя положительно. Вскоре руководство Узбекистанской железной дороги заключило с ними контракт на производство более современных и скоростных электровозов для пассажирского сообщения.
Электровозы выпускались с 2009 по 2010 год, их поставки в Узбекистан были завершены весной 2011 года. Все локомотивы поступили в депо «Узбекистан» (ТЧ-1). После этого все пассажирские поезда на крупных электрифицированных железнодорожных узлах страны стали обслуживаться этими локомотивами наряду с O'zbekiston, а все использовавшиеся для вождения пассажирских составов электровозы ВЛ60 были переведены на грузовое движение. За весь небольшой период эксплуатации серьезных неисправностей не было, но выявлены неисправности отдельных электрических цепей управления, которые были устранены совместно с сотрудниками ЧЭК и ремонтными бригадами депо.

## Общие сведения

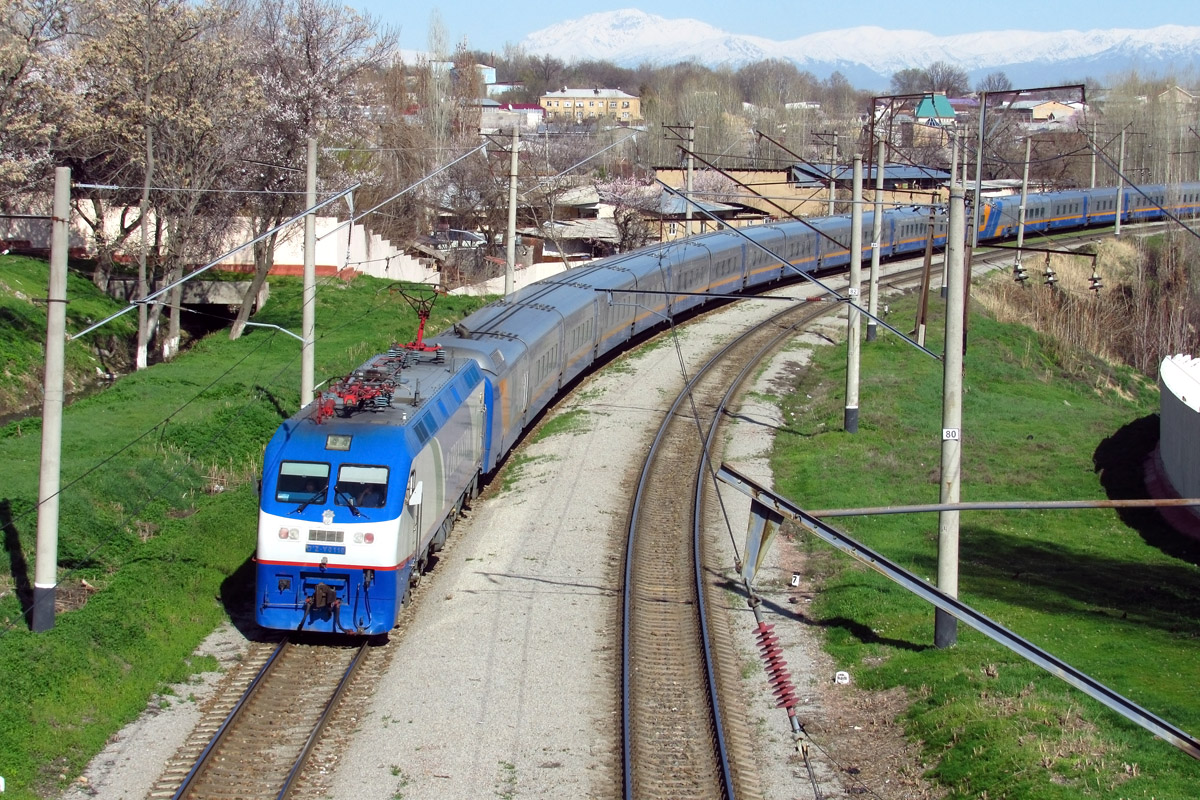
Электровоз O'Z-Y-0110 с поездом Talgo Казахстанских ЖД, следует по маршруту Ташкент—Алматы

Электровозы O’Z-Y предназначены для вождения пассажирских поездов на железных дорогах колеи 1520 мм, электрифицированных переменным током номинального напряжения 25 кВ и частоты 50 Гц. Локомотивы этой серии относятся к линейке электровозов с асинхронным тяговым приводом, выпускаемых компанией Siemens AG, таких как узбекистанский O'zbekiston, германский EuroSprinter, китайский HXD1 и казахстанский KZ4A. Эти электровозы стали результатом совместной работы китайских, российских и узбекских инженеров, а также инженеров компании «Siemens». Электровозы позиционируются в качестве замены в пассажирском движении изношенных и морально устаревших электровозов серий ВЛ60 и ВЛ80 советского производства, эксплуатируемых на железных дорогах Узбекистана.

### Технические характеристики
Основные технические характеристики электровозов серии O'Z-Y в сравнении с характеристиками электровозов-предшественниками серии O'ZBEKISTON:
| Параметр                                        | Параметр                                        | Серия                       | Серия                       |
| Параметр                                        | Параметр                                        | O'Z-Y                       | O'ZBEKISTON                 |
| ----------------------------------------------- | ----------------------------------------------- | --------------------------- | --------------------------- |
| Осевая формула                                  | Осевая формула                                  | 30—30                       | 20—20—20                    |
| Размеры                                         |                                                 |                             |                             |
| Длина по осям автосцепок, мм                    | Длина по осям автосцепок, мм                    | 22 730                      | 22 730                      |
| Ширина по кузову, мм                            | Ширина по кузову, мм                            | 3100                        | 3100                        |
| Высота по кузову, мм                            | Высота по кузову, мм                            | 4150                        | 4150                        |
| Диаметр новых колёс, мм                         | Диаметр новых колёс, мм                         | 1250                        | 1250                        |
| Ширина колеи, мм                                | Ширина колеи, мм                                | 1520                        | 1520                        |
| Массово-весовые характеристики                  |                                                 |                             |                             |
| Рабочая масса, т                                | Рабочая масса, т                                | 126                         | 128                         |
| Нагрузка на ось, тс                             | Нагрузка на ось, тс                             | 21                          | 23                          |
| Тяговые характеристики                          |                                                 |                             |                             |
| Напряжение и род тока                           | Напряжение и род тока                           | 25 кВ 50 Гц, переменный ток | 25 кВ 50 Гц, переменный ток |
| Допустимый диапазон входного напряжения, кВ     | Допустимый диапазон входного напряжения, кВ     | 17,5 — 31                   | 19 — 29                     |
| Длительная мощность тяговых двигателей, кВт     | Длительная мощность тяговых двигателей, кВт     | 6 × 1000                    | 6 × 1000                    |
| Скорость, км/ч                                  | в длительном режиме                             | 75                          | 53                          |
| Скорость, км/ч                                  | эксплуатационная                                | 160                         | 120                         |
| Скорость, км/ч                                  | конструкционная                                 | 180                         | 130                         |
| Сила тяги, кН                                   | при трогании с места                            | 420                         | 450                         |
| Сила тяги, кН                                   | в длительном режиме                             | 288                         | 410                         |
| Максимальная сила электрического торможения, кН | Максимальная сила электрического торможения, кН | 220                         | 285                         |
| Тормозная мощность на ободе колёс, кВт          | Тормозная мощность на ободе колёс, кВт          | 6000                        | 5400                        |

### Нумерация и маркировка
Электровозы O'Z-Y имеют номера четырёхзначного написания, начиная с 0101, присваивавшиеся по возрастанию в процессе выпуска. В отличие от электровозов-предшественников серии O'ZBEKISTON, номера электровозов O'Z-Y обозначаются на корпусе локомотива слитно с обозначением серии в формате O'Z-Y01XX без разделителя в виде дефиса или пробела, где XX — порядковый номер электровоза в серии. Номера указываются на металлических табличках, размещаемых на лобовых частях локомотивов по центру чуть ниже уровня буферных фонарей, а также окрашенными буквами сбоку под правым окном кабины машиниста.
Особенностью нумерации электровозов всех серий китайского производства на Узбекистанской железной дороге является то, что первые две цифры номера являются уникальными для каждой серии и таким образом являются идентифицирующими для неё, а последние две — идентификаторами номера локомотива в пределах серии. Например, электровозы O'ZBEKISTON получали номера 00XX, O'Z-Y — 01XX, а более современные O'ZEL и O'ZELR — 02XX и 03XX соответственно.

## Конструкция

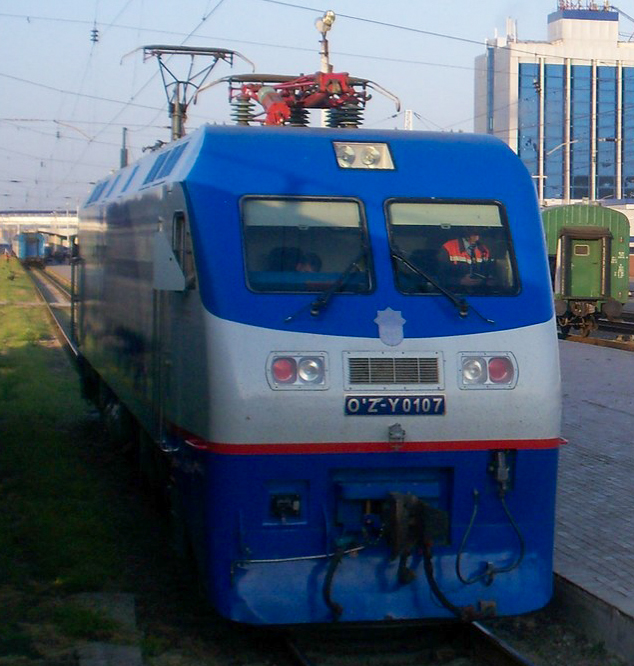
Электровоз O’Z-Y 0107

### Кузов
Электровозы O'Z-Y представляют собой односекционные двухкабинные локомотивы с двумя трёхосными тележками. Кузов локомотивов металлический, имеет сварную конструкцию стен и крыши с несущей главной рамой. Внешне O’Z-Y схож с казахским KZ4A, который также выпускался китайскими заводами.
Лобовые стены кабин электровоза имеют наклонную форму с выступающим вперед изгибом в середине, при этом верхняя часть кабины имеет больший наклон. Кабина в верхней части имеет два лобовых стекла, оборудованных дворниками, над которыми сверху по центру находится головной прожектор прямоугольной формы с двумя лампами. Под лобовыми стеклами над изгибом расположены горизонтальные буферные фонари, включающие по две блок-фары — белых головные ближе к середине и красные хвостовые по краям. В нижней части для сцепления с электровоза с вагонами и другим подвижным составом из-под кузова выступают автосцепка СА-3, закреплённая к главной раме. С левой стороны на лобовой части имеются розетки электроотопления пассажирских вагонов. Снизу по торцам рамы к кузову крепится вертикальный метельник.
Боковые стены электровоза вертикальные, в верхней части перед крышей они имеют наклонные скаты с вентиляционными решётками. Кабина машиниста имеют по бокам треугольное выдвижное зеркала заднего вида, за которым расположено прямоугольное боковое окно. Позади каждой кабины с обеих сторон имеются одностворчатые двери с замками для локомотивной бригады, открываемые поворотом вовнутрь. Окна в машинном отделении отсутствуют.

### Тележки
Локомотив имеет две трёхосные моторные тележки, выполненные по технологии Flexcoil. Тележки имеют двухступенчатое рессорное подвешивание, в первой буксовой ступени рама каждой тележки опирается на каждую буксу через две витые цилиндрические пружины. Каждая ось имеет индивидуальный тяговый привод второго класса: двигатели имеют опорно-рамное-подвешивание, а редукторы — опорно-осевое. Этим они отличаются от трёх двухосных тележек электровозов O'ZBEKISTON, у которых подвешивание двигателей является опорно-осевым. Тележки снабжены гидравлическими гасителями колебаний. Диаметр новых колёс составляет 1250 мм, как и у электровозов O'ZBEKISTON. Колёсные пары оборудованы дисковыми тормозами. Увеличение плавности хода и более эффективный разгон и торможение осуществляется благодаря наличию компьютерной системы поосного перераспределения нагрузок, что заодно исключает подрез гребня на крайних осях.

### Электрооборудование
Электрическая часть электровоза, включая тяговые двигатели, выполнена полностью на элементной базе немецкой компании «Siemens». Исключение составляет система управления диагностики. Из российского оборудования можно отнести систему безопасности КЛУБ-У и радиостанцию РВ-1МЦ. Основная часть электрооборудования расположена в машинном отделении в кузове электровоза. Электрооборудование размещено по блочной схеме вдоль боковых стен, образуя широкий центральный проход вдоль локомотива для удобства прохода локомотивной бригады между кабинами с аварийным выходом на крышу.
На крыше электровоза по краям установлено два асимметричных токоприёмника в виде полупантографов, через которые осуществляется токосъём с контактной сети. От токоприёмника питание подаётся через токоведущую шину к главному выключателю, установленному в средней части крыши. Затем через вводной изолятор напряжение подаётся в кузов электровоза.
Входной ток от контактной сети поступает на тяговый трансформатор, где происходит понижение напряжения. От вторичных обмоток трансформатора питание получают тяговые и вспомогательные цепи. В тяговых цепях ток от вторичных обмоток трансформатора преобразуется через четырёхквадрантные преобразователи (4q-S): переменный ток промышленной частоты выпрямляется, а затем преобразуется в трёхфазный ток регулируемого напряжения, частоты и коэффициента мощности, после чего поступает на шесть асинхронные тяговых электродвигателей. В режиме рекуперативного торможения через 4q-S преобразователи происходит однофазное инвертирование.
По сравнению с электровозами серии «O’ZBEKISTON», имевшими преобразователи на GTO-тиристорах, тяговые преобразователи электровозов серии «O’Z-Y» оснащены IGBT-транзисторами. В отличие от GTO-тиристоров, биполярные транзисторы с изолированным затвором IGBT имеют простую неэнергоёмкую систему управления и отличаются высокой рабочей частотой. Вследствие этого преобразователи частоты на IGBT позволяют расширить диапазон управления скорости вращения двигателя, повысить быстродействие привода в целом. Для асинхронного электропривода с векторным управлением преобразователи на IGBT позволяют работать на низких скоростях без датчика обратной связи. Системой управления, которая осуществляет регулирование этих параметров, является 32-битная операционная система SIBAS-32.